# سميرة مقرون
سميرة مقرون (24 يناير 1987 -)، ممثلة تونسية.    قامت بدور سيرين بمسلسل مكتوب ثم شاركت بأعمالًا في سوريا ومصر. 

## النشأة والمسيرة
حصلت على الأستاذية في اللغة الإنجليزية، وعملت مضيفة طيران بالمنستير ولكنها اختارت دخول عالم التمثيل، فكانت مشاركتها الأولى من خلال دور «سيرين» في مسلسل مكتوب للمخرج سامي الفهري ومن ثم بدأت في تحقيق الانتشار العربي سريعا من خلال مشاركتها مؤخرا في المسلسل العربي ذاكرة الجسد عن الرواية العربية الشهيرة التي حملت نفس العنوان للكاتبة الجزائرية أحلام مستغانمي ويخرج هذا المسلسل الذي يبث حاليا على شاشات عديد القنوات العربية المخرج نجدت أنزور. كما شاركت أيضا في مسلسل سوري بعنوان «تخت شرقي» للمخرجة رشا شربتجي. أما بالنسبة للمشاركات التونسية فقد شاركت في سيت كوم رمضان بعنوان «قاراج لكريك» من خلال دور «لبنى».

## الحياة الشخصية
تزوجت في عام 2011 من لاعب كرة القدم الدولي التونسي عادل الشاذلي وأنجبا ابنهما «قصيّ» ثم انفصلا بعام 2013، كما تزوجت للمرة الثانية وأنجبت ابنة وانفصلت بعد ذلك.

## أعمالها

### في السينما
- 2014: وردة
- 2015: كرم الكينج
- 2023: رمسيس باريس

### في التلفزيون

#### المسلسلات التونسية
- 2008 - 2014: مكتوب لسامي الفهري: سيرين.
- 2010: ڨراج الكريك لرضا الباهي: لبنى.
- 2013: آلو ما لقيس شقير.
- 2019: علي شورب (الموسم2) لمديح بالعيد وربيع التكالي: زليخة.
- 2021: إن شاء الله مبروك لبسام الحمراوي: حسنة.
- 2022: الفوندو ج2

#### المسلسلات العربية
- 2010: تخت شرقي لرشا شربتجي.
- 2010: ذاكرة الجسد لنجدت إسماعيل أنزور.
- 2015: بعد البداية
- 2015: طريقي
- 2016: وعد
- 2016: أبو البنات
- 2016 - 2017: الكبريت الأحمر ج1، ج2
- 2017: جيران
- 2018: رسايل.
- 2019: زلزال
- 2019: البرنسيسة بيسة

### البرامج
- 2007: دليلك ملك على قناة تونس 7 مع سامي الفهري.
- 2014: تاكسي 2 على قناة نسمة.

## وصلات خارجية
- سميرة المقرون على موقع IMDb (الإنجليزية)
- سميرة المقرون على موقع قاعدة بيانات الأفلام العربية